# Amerigo Cacioni
Amerigo Cacioni, né le 3 mai 1908 à Tivoli et mort le 12 décembre 2005 à Caracas, est un coureur cycliste italien, dont la carrière se déroule durant l'entre-deux-guerres.

## Biographie
Amerigo Cacioni effectue la majeure partie de sa carrière professionnelle en tant que coureur indépendant. En 1930, pour sa première participation au Tour d'Italie, il se distingue en terminant troisième d'une étape à Messine et dixième du classement général. En 1931, il remporte quatre courses, la Coppa Ottorino Celli, la Coppa Gherardi, le Giro della Sabina Settentrionale, le championnat du Latium des indépendants, et participe de nouveau au Tour d'Italie, qu'il termine à la dix-neuvième place.
En 1932, il se présente au départ de son unique Tour de France, dans la catégorie des touristes-routiers. Lors de la sixième étape, il passe en tête au col de Puymorens. Il abandonne finalement quatre jours plus tard, après une chute. Il arrête la compétition en 1934. 
Après sa carrière, il émigre au Venezuela à une date inconnue, où il retrouve une partie de sa famille, installée dans ce pays depuis la fin de la Seconde Guerre mondiale. Son fils Franco, également cycliste, a représenté le Venezuela lors des Jeux olympiques de 1956. Il meurt le 12 décembre 2005 à Caracas, capitale du pays, à l'âge de 97 ans.

## Palmarès
- 1927
  - Coppa Federzoni
- 1930
  - Coppa Ottorino Celli
  - 2e de Rome-Tagliacozzo-Rome
  - 10e du Tour d'Italie
- 1931
  - Champion du Latium indépendants
  - Coppa Ottorino Celli
  - Coppa Gherardi
  - Giro della Sabina Settentrionale

## Résultats sur les grands tours

### Tour de France
1 participation
- 1932 : abandon (10e étape)

### Tour d'Italie
4 participations
- 1930 : 10e
- 1931 : 19e
- 1932 : 23e
- 1933 : non-partant (7e étape)